# 大叶稀子蕨
大叶稀子蕨（学名：Monachosorum davallioides）为稀子蕨科稀子旅蕨属下的一个种。